# Eusparassus palystiformis
Eusparassus palystiformis är en spindelart som beskrevs av Embrik Strand 1907. Eusparassus palystiformis ingår i släktet Eusparassus och familjen jättekrabbspindlar. Inga underarter finns listade i Catalogue of Life.